# Keban Agung Sp I
Keban Agung Sp I is een bestuurslaag in het regentschap Lahat van de provincie Zuid-Sumatra, Indonesië. Keban Agung Sp I telt 270 inwoners (volkstelling 2010).